# Нойгернсдорф
Нойгернсдорф (нем. Neugernsdorf) — община в Германии, в земле Тюрингия. 
Входит в состав района Грайц. Подчиняется управлению Лойбаталь.  Население составляет 161 человек (на 31 декабря 2010 года). Занимает площадь 3,78 км².